# Шапури
Шапури е град и едновременно община в югоизточната част на бразилския щат Акри. Разположена е на 175 km южно от щатската столица Рио Бранко; съседни общини са Рио Бранко, Епитасиоландия, Капишаба, Сена Мадурейра и Бразилея. Населението на общината е 14 314, а територията ѝ е 5251 km2. Общината е част от икономико-статистически микрорегион Бразилея, мезорегион Вали до Акри. Населението на общината към 2010 г. е 16 016 души, а площта ѝ е 5250,93 km2 (3,05 д/km²).

## История
Първите жители на региона са индианците от племето шапурис (най-многобройните и от които произхожда името на града), катианас и монетерис.
През 19 век, пътешественикът Маноел Урбано да Енкарнасао поставя началото на колонизирането на региона през 1861 г., търсейки устието на река Шапури. Земята, където сега е разположен градът, по това време е собственост на Маноел Раймундо от щата Сеара, занимаващ се с добив на каучук; той пристига в района по време на бума в производството на суровината.